# Cheetara
Cheetara es un personaje de ficción de la serie de animación Thundercats. Su nombre, basado en el guepardo, proviene del vocablo inglés cheetah (‘guepardo’).

## Características
Cheetara fue el único ThunderCat femenino adulto hasta la aparición posterior del personaje de Pumara. Hermosa, valiente y solidaria, a menudo es la voz de la razón. Posee un sexto sentido felino que le permite detectar si hay algún peligro o el mal está cerca. Este sentido premonitorio, que Cheetara considera como una maldición, también le permite recibir visiones, aunque solo se manifieste de modo involuntario y cause un debilitamiento que puede requerir varios días de recuperación.
La velocidad de Cheetara es increíble, aunque sólo puede mantener la carrera durante un breve período. También es extremadamente rápida en el combate. Su arma preferida es un bō que puede aumentar o disminuir de longitud.

## Continuidad de la Serie de TV en los cómics de WildStorm/DC
En la segunda adaptación a los cómics (2004) —después de ser adquirida la franquicia por Warner Bros.— se nos relata la continuación y sabemos que fue lo que sucedió con Cheetara y todos los Thundercats.
Después que León-O parte a su prueba del Libro del Augurio se relaciona sentimentalmente con Panthro y en esa misma época es esclavizada por los Mutantes durante 5 años, tiempo en que es sometida a constantes humillaciones. Por todas las cosas que pasó siente rencor hacia León-O, además este sufrimiento provocó (después de acabar con el reinado de Mumm-Ra) que terminara su relación definitivamente con Panthro. Finalmente fue Tigro el que la ayudó a sanar sus heridas emocionales, y es con él con quien comienza una relación sentimental estable. Quince años después Tigro y Cheetara son los padres de los nuevos Thundercachorros.
Ésta saga de cómics fue destinado a un público más adulto, pues el contenido era mucho más duro y gráfico en comparación con la serie de los 80.
En Francia fue llamada "Felibelle". En Alemania, "Geparda". En Grecia, "η Τσιτάρα" (Tsitara). En Japón, "豹貓" (Gata Geparda), y en Israel, "צ'יטרה" (Chithra).
- Datos: Q5765420